# 滾石唱片 (香港)
滾石唱片（香港）（全名為滾石（香港）有限公司；英語：Rock (HK) Co., Ltd.）是滾石唱片的香港子公司，曾是香港主要唱片公司之一，2005年結業。

## 歷史
滚石唱片是由段鍾沂、段鍾潭兄弟於1980年所創建的台灣唱片公司，為華人世界規模最大者。滾石唱片香港分公司的前身音樂工廠是滾石唱片與羅大佑合資成立的唱片公司，在1990年開業，1999年結束。
1993年7月，滾石唱片在香港成立分公司代替音樂工廠，成立不久就與許願旗下的星工廠合作，並參與宣傳林憶蓮1993年在香港體育館舉辦的《天地野花93情撼紅館》演唱會。 同時周華健回流香港，滾石唱片亦在1994-1995年間推出周華健粵語專輯《真的周華健》系列。
1990年代中後期，滾石唱片與亞洲電視合作製作音樂節目《滾石音樂雜誌》與無綫電視的《勁歌金曲》競爭，並發行亞視劇集歌曲，旗下歌手的粵語歌曲更在亞視派台，亦因此被無綫封殺三年。 滾石唱片在香港發行的唱片編號以"ROD"開頭，與滾石唱片在台灣發行的唱片編號"RD"不同。
滾石唱片在2005年退出香港市場。現時滾石唱片亦與香港Silly Thing作為聯盟，并代理香港歌手在台灣發行的國語唱片。

## 歌手列表（1990年－2005年）

### 男歌手
- 成龙（1991年 - 1998年）2001年轉投東方魅力
- 黃凱芹（1992年 - 1994年，國語唱片合約）
- 周華健（1994年 - 1998年，粵語唱片合約）
- 杜德伟（1994年 - 2004年）1990年起國語唱片由滾石唱片製作發行，1994年正式加入滾石，2004年約滿，2013年重回滾石唱片
- 张国荣（1986年 - 1999年）1986年起由滾石製作及代理發行國語唱片，1995年復出後由滾石唱片全面製作發行專輯，1999年轉投環球唱片，2003年逝世
- 黃秋生（1996年，唱片發行合約）
- 巫奇（1992年－1998年）
- 張智霖（1997年 - 1999年，國語唱片合約）
- 尹子維（2000年 - 2001年）
- 鍾漢良（2000年 - 2004年）2005年自設花花草草音樂工作室
- 鍾鎮濤（2004年 - 2005年）

### 女歌手
- 袁鳳瑛（1990年 - 1994年，音樂工廠）1994年後退隱
- 梅艳芳（1986年 - 1997年，國語唱片合約）1986年起由滾石製作及代理發行國語唱片，1997年台灣唱片合約轉到藝能動音，2003年逝世
- 曾慶瑜（1992年 - 1994年）1995年轉到飛碟唱片，香港發行合約亦轉到華納唱片
- 林憶蓮（1992年 - 1999年）1992年起唱片由星工廠製作，並在台灣由滾石代理發行，1995年起正式成為旗下歌手，1999年轉投維京唱片，現時加盟環球唱片
- 莫文蔚（1996年－2001年）2001年转到新力博德曼
- 陳松伶（1998年－1999年）
- 寶佩如（1994年 - 1996年，亞視劇集歌曲版權）
- 田蕊妮（1994年 - 1996年，亞視劇集歌曲版權）
- 劉美君（1996年 - 2000年）

### 組合
- Beyond（1992年 - 1999年）1992年起國語唱片由滾石代理發行，1993年後家駒時期正式加入滾石，1999年宣佈暫時解散，2005年正式解散
- Black Box
- 風火海（1994年 - 1997年）1994年組合出道，唱片由星工廠製作，滾石唱片發行，1997年解散，成員陳小春轉投BMG
- 草蜢（1997年 - 2000年）2000年各自獨立發展，2005年重組轉投博美娛樂
- 星盒子（1999年 - 2002年）2003年解散

## 唱片列表
- MFCR9101 1991 合辑 皇后大道东

- MFCR9102 1991 合辑 首都
- MFCR9103 1991 袁凤瑛 若是你能聽見
- MFCR9104 1991 合辑 东方之珠2
- MFCR9105 1991 罗大佑 昨日情歌74-89

- ROD2010 1993 合辑 东方之珠4
- ROD2013 1993 黄耀明 借借你的爱
- ROD2015 1993-09 合辑 滚石九大天王烧得厉害
- ROD5001 1993-11 袁凤瑛 戏迷情人
- ROD5002 1993-12 合辑 东方之珠5有情人
- ROD5003 1994-01 合辑 儿女私情1
- ROD5004 1994-01 合辑 儿女私情2
- ROD5005 1994-01 合辑 烧得厉害2我不是一个人住
- ROD5007 1994-03 合辑 音乐工厂3儿童乐园
- ROD5009 1994-06 BEYOND 二楼后座
- ROD5011 1994-08 电影原声大碟 金枝玉叶
- ROD5015 1994-09 合辑 儿女私情3
- ROD5016 1994-09 合辑 东方之珠6世间情歌
- ROD5017 1994-10 周华健 真的周华健有弦相聚
- ROD5018 1994-08 杜德伟 未变过
- ROD5019 1994-10 风火海 要改就要精彩
- ROD5021 1994-11 万芳 芳心精选辑
- ROD5022 1994- 合辑 HOT DANCING
- ROD5023 1994-11 苏慧伦 我有时会想
- ROD5025 1994-12 合辑 星Sing交差 Hits
- ROD5026 1994-12 李迪文 北南西东
- ROD5027 1994-12 袁凤瑛 不知不觉间
- ROD5029 1995-01 合辑 永远的东方之珠
- ROD5031 1995-01 合辑 烧得厉害3风笑痴
- ROD5033 1995-01 电影原声大碟 大话西游
- ROD5035 1995-03 电影原声大碟 流氓医生
- ROD5039 杜德伟 LOVING YOU
- ROD5050 1995 合辑 情牵女人心
- ROD5051 1995-03 电影原声大碟 中国电影音乐全记录
- ROD5052 1995-05 周华健 真的周华健2弦途有你
- ROD5055 1995-05 合辑 半唐番1
- ROD5057 1995-06 杜德伟 我的杜德伟
- ROD5058 1995-06 BEYOND SOUND
- ROD5059 1995-06 合辑 重拾旧欢
- ROD5061 1995-09 电影原声大碟 乐作剧
- ROD5062 1995-07 合辑 烧得厉害4两个世界
- ROD5063 1995-10 风火海 欢乐世界
- ROD5065 1995 合辑 爱上唱情歌的男人
- ROD5069 1995-10 合辑 再续情牵女人心
- ROD5073 1995-11 合辑 映像人间爱在百年
- ROD5076 1995-12 合辑 Rock Mr.Best
- ROD5078 1995-12 电影原声大碟 我和春天有个约会
- ROD5080 1995-12 周华健 弦弦全全
- ROD5082 1996-02 苏慧伦 自然喜欢你
- ROD5083 1996-02 合辑 春风得意
- ROD5085 1996-02 合辑 寻找台湾新乐园
- ROD5087 1996-02 BEYOND BEYOND得精彩
- ROD5088 1996-02 林忆莲 感觉完美
- ROD5089 1996-01 合辑 星心相印1
- ROD5092 1996-01 合辑 李宗盛与他们的凡人歌
- ROD5093 1996-01 李宗盛 李宗盛的凡人歌
- ROD5097 1996-02 BEYOND BEYOND的精彩LIVE
- ROD5100 1996-01 电影原声大碟 今天不回家
- ROD5103 1996-01 合辑 缘来情牵女人心
- ROD5108 1996-01 周华健 弦犹在耳
- ROD5110 1996-01 合辑 念念不忘金韵奖民歌精选
- ROD5115 1996-01 巫奇 专一
- ROD5116 1996-01 颜联武 璀璨人间
- ROD5118 1996-01 电影原声大碟 金枝玉叶2
- ROD5119 1996-01 BLACK BOX 寻找黑盒
- ROD5120 1996-10 合辑 驿动男人心
- ROD5122 1996 林忆莲 Love And Returns
- ROD5123 1996 莫文蔚 全身莫文蔚
- ROD5124 1996-12 合辑 星心相映2浪漫手牵手
- ROD5125 1996 郭静 她生
- ROD5126 1996-11 苏慧伦 话说苏慧伦X档案
- ROD5127 1997-01 电影原声大碟 色情男女
- ROD5128 1997-01 黄秋生 地痞摇滚
- ROD5129 1996-11 合辑 MADE ASIAN
- ROD5130 1997-01 BLACK BOX 这片悠然地方
- ROD5131 1996 黄秋生 支离疏
- ROD5132 1997-01 张国荣 红
- ROD5133 1997-04 周华健 生 生活
- ROD5134 1997-01 杜德伟 知解
- ROD5135 1997-01 合辑 Rock A Dance
- ROD5136 巫奇 你怎麼沒看見（香港版）
- ROD5137 1997-01 合辑 摇滚滚石
- ROD5138 1997-02 BLACK BOX 三个愿望
- ROD5139 1997 林忆莲 忆莲盛放演唱会
- ROD5140 1997-01 张卫健 西游记
- ROD5141 1997-02 合辑 枕边歌
- ROD5142 1997-02 成龙 一个好人
- ROD5143 1997-02 合辑 星心相印3天使 情人 双恋曲
- ROD5145 1997-01 BEYOND 请将手放开
- ROD5146 1997-01 合辑 乐作剧2
- ROD5147 1997-01 合辑 滚石院线
- ROD5148 1997-06 合辑 驿动男人心2 动情
- ROD5149 1997-06 合辑 另一些情牵女人心
- ROD5150 1998-01 电影原声大碟 春光乍现
- ROD5151 1998-01 张国荣 张国荣跨越97演唱会
- ROD5152 1998-01 周华健 世界由你我开始
- ROD5153 1997-10 合辑 皇後大道东
- ROD5154 1997-10 黄耀明 爱到死精选
- ROD5157 1997-06 无印良品 胡思乱想
- ROD5158 1997-10 合辑 美丽新世界
- ROD5159 1997 任贤齐 为了爱而心太软
- ROD5160 1998-01 合辑 琪缘
- ROD5161 1998-01 合辑 听丰的歌
- ROD5162 1998-01 合辑 和颜乐色
- ROD5163 1997-12 合辑 初缠恋後
- ROD5164 1998-04 合辑 情定巴黎
- ROD5168 1998-02 张国荣 这些年来
- ROD5169 1998-02 电影原声大碟 我爱您
- ROD5170 1998-03 合辑 情定滚石
- ROD5171 1998-04 合辑 滚石院线2
- ROD5172 1998-05 合辑 唱作人
- ROD5173 1998-05 合辑 爱曲初体验
- ROD5176 1998 合辑 天做之合
- ROD5177 1998 合辑 百年好合
- ROD5178 1998-08 合辑 少女标本
- ROD5179 合辑 流行音乐散文精选套装
- ROD5180 合辑 不死英雄
- ROD5184 1998-10 合辑 绿柔柔
- ROD5185 1998-12 合辑 一人一首成名曲2
- ROD5186 1998-10 合辑 爱曲再体验
- ROD5187 合辑 驿动男人心2
- ROD5189 1999-05 陈松伶 爱你不是浑闲事
- ROD5190 1999-01 杜德伟 着迷
- ROD5191 吴佩慈 挑剔
- ROD5192 1998-12 周华健 听健精选
- ROD5194 1999-01 合辑 大摇大摆
- ROD5197 合辑 驿动男女心
- ROD5196 1999-05 苏慧伦 伦选
- ROD5198 1999-06 合辑 欢乐时光
- ROD5199 1999-11 合辑 广告歌曲大赏
- ROD5200 1999-06 阿牛 牵牛花
- ROD5201 1999-06 合辑 中港台电视剧主题曲大比拼
- ROD5202 1999-08 任贤齐 着紧
- ROD5203 1999-08 合辑 滚石国语1歌
- ROD5204 1999-10 任贤齐 香港红馆LIVE全记录
- ROD5205 1999-12 电影原声大碟 美丽新世界
- ROD5207 1999-12 合辑 滚石新人类
- ROD5208 任贤齐 小雪
- ROD5209 2000-01 合辑 滚石音乐全盒
- ROD5210 2000-03 合辑 驿动男人心4
- ROD5214 任贤齐 为爱走天涯-夏日的特别版
- ROD5215 2000 张国荣 The Best of Leslie Cheung
- ROD5219 2000-06 合辑 滚石字典
- ROD5220 2000-09 合辑 一人一首成名曲广东精选辑
- ROD5221 2000 黄品源 十年浓情 情歌精选
- ROD5222 2000-10 窦唯 希望之光+山河水
- ROD5223 2000-10 电影原声大碟 花样年华
- ROD5224 2000-10 莫文蔚 再生
- ROD5227 黄品源 海浪
- ROD5228 2001-03 莫文蔚 一朵金花
- ROD5234 合辑 欢乐时光2
- ROD5235 合辑 女人情意
- ROD5236 合辑 真心男人
- ROD5237 合辑 花样年华
- ROD5242 合辑 电视剧歌曲大全
- ROD5246 品冠 教堂的初吻
- ROD5247 合辑 光辉岁月-皇后大道东•美丽新世界
- ROD5249 BEYOND Goodtime Live Concert
- ROD5250 莫文蔚 恋上莫文蔚最精彩广东精选20首
- ROD5251 来爱你 十年浓情香港演唱会实录
- ROD5253 黄秋生 习作 最精彩乐坛神棍珍藏22首
- ROD5254 莫文蔚 & friends
- ROD5255 周华健 & friends
- ROD5256 任贤齐 & friends
- ROD5260 阿牛 阿牛的WOW WOW情歌
- ROD5264 任贤齐 我是有钱人
- ROD5265 合辑 30首全球经典华语金曲
- ROD5266 BOXX星盒子 15:23
- ROD5267 李心洁 想飞
- ROD5268 合辑 恋恋晚曲
- ROD5269 任贤齐 任贤齐影视歌全集
- ROD5273 陈绮贞 吉他手GROUPIES(香港版)
- ROD5274 张震岳精选 滚石香港黄金十年
- ROD5275 陈升精选 滚石香港黄金十年
- ROD5276 伍佰精选 滚石香港黄金十年
- ROD5277 黄品源精选 滚石香港黄金十年
- ROD5278 陈绮贞精选 滚石香港黄金十年
- ROD5279 齐豫精选 滚石香港黄金十年
- ROD5280 刘若英精选 滚石香港黄金十年
- ROD5282 BEYOND精选 滚石香港黄金十年
- ROD5284 李宗盛精选 滚石香港黄金十年
- ROD5286 辛晓琪 精选 滚石香港黄金十年
- ROD5288 徐怀钰精选 滚石香港黄金十年
- ROD5289 草蜢精选 滚石香港黄金十年
- ROD5290 张洪量精选 滚石香港黄金十年
- ROD5291 张国荣电影歌曲精选 滚石香港黄金十年
- ROD5292 杜德伟精选 滚石香港黄金十年
- ROD5294 赵咏华精选 滚石香港黄金十年
- ROD5295 苏慧伦精选 滚石香港黄金十年
- ROD5296 阿牛陈庆祥精选 滚石香港黄金十年
- ROD5297 成龙精选 滚石香港黄金十年
- ROD5298 光良品冠精选 滚石香港黄金十年
- ROD5299 潘越云精选 滚石香港黄金十年
- ROD5300 陈淑桦精选 滚石香港黄金十年
- ROD5301 陈松伶精选 滚石香港黄金十年
- ROD5302 阿牛 各位男人辛苦晒
- ROD5303 伍佰,張震嶽,黃秋生 Wild Day Out演唱會
- ROD5304 万芳精选 滚石香港黄金十年
- ROD5305 糯米团 迷你專輯貳
- ROD5306 五月天 我们是：）五月天
- ROD5308 任贤齐精选 滚石香港黄金十年
- ROD5309 黄品源 简单情歌香港演唱会
- ROD5311 羽.泉精选 滚石香港黄金十年
- ROD5312 中国火 滚石香港黄金十年
- ROD5315 顺子精选 滚石香港黄金十年
- ROD5320 合辑 情感万花筒
- ROD5323 张国荣 挚爱(特别版)
- ROD5326 2004 合辑 独立女皇
- ROD5327 合辑 滚石[香港]十周年演唱会庆典
- ROD5330 周华健 COLLECTIONS
- ROD5332 黄耀明 昨日的歌
- ROD5334 滚石香港黄金经典I
- ROD5335 滚石香港黄金经典II
- ROD5336 滚石香港黄金经典III
- ROD5337 滚石香港黄金经典Ⅳ
- ROD5339 群星30周年精选珍藏集

## 歌曲版權

### 亞視劇集歌曲
- 寶佩如《郎心如鐵》（1994年電視劇《郎心如鐵》主題曲）
- 田蕊妮《女幹探》（1995年電視劇《女幹探》主題曲）
- 翁倩玉《永遠相信》（1995年外購劇《阿信的故事》主題曲）
- 甄子丹《精武英雄》（1995年外購劇《精武門》主題曲）
- 辛曉琪/鄧萃雯《離春天那麼遠》（1996年電視劇《我和春天有個約會》主題曲）
- 萬芳《帶著夢飛翔》（1996年電視劇《飄零燕》主題曲）
- 成龍《勇闖前方》（1997年電視劇《國際刑警1997》主題曲）
- 顏聯武《變色龍》（1997年電視劇《97變色龍》主題曲）

### TVB劇集歌曲
- 趙傳《何處問青天》（1994年港台合拍劇《侠义见青天》粵語版主題曲）
- 周華健、齊豫《神話·情話》（1995年電視劇《神鵰俠侶》主題曲）
- 周華健《刀劍若夢》（1995年外購劇《倚天屠龍記》主題曲）
- 張衛健《西遊記》（1996年電視劇《西遊記》主題曲）
- 周華健《難念的經》（1997年電視劇《天龍八部》主題曲）
- 陳松伶《晴天》（1998年電視劇《大澳的天空》主題曲）
- 陳松伶《愛你不是渾閒事》（1999年電視劇《金玉滿堂》主題曲）

### 電影歌曲
- 成龍《我有我路向》（1992年電影《警察故事III超級警察》主題曲）
- 萬芳《新不了情（粵語）》（1993年電影《新不了情》主題曲）
- 林憶蓮《願》（1994年電影《晚九朝五》主題曲）
- 張國榮《追》（1994年電影《金枝玉葉》主題曲）
- 張國榮《有心人》（1996年電影《金枝玉葉2》主題曲）
- 風火海《我話事》（1996年電影《古惑仔之人在江湖》主題曲）